# Sportclub Cambuur Leeuwarden
El Sportclub Cambuur Leeuwarden es un club de fútbol neerlandés de la ciudad de Leeuwarden (provincia de Frisia). Fue fundado el 19 de junio de 1964 y juega en la Eerste Divisie, la segunda categoría del fútbol de los Países Bajos.

## Jugadores

### Plantilla 2024-25
- Actualizado al 4 de octubre de 2024.

## Entrenadores
- Leo Beenhakker (1972–1975)
- Nol de Ruiter (1976–1980)
- Henk de Jonge (1980–1983)
- Theo Verlangen (1983–1985)
- Fritz Korbach (1985–1988)
- Sandor Popovics (1988–1990)
- Rob Baan (1990–1992)
- Theo de Jong (1992–1993)
- Fritz Korbach (1993–1995)
- Han Berger (1995–1998)
- Gert Kruys (1998–2002)
- Rob McDonald (2002–2003)
- Dick de Boer (2003–2004)
- Jan Schulting (2005)
- Roy Wesseling (2005–2007)
- Gerrie Schouwenaar (2007-reemplazo de Roy Wesseling a media temporada)
- Jurrie Koolhof (2007–2008)
- Stanley Menzo (2008–2010)
- Alfons Arts (2010–2013)
- Dwight Lodeweges (2013–2014)
- Henk De Jong (2014-2016)
- Marcel Keizer (2016)
- Rob Maas (2016)
- Sipke Hulshoff (2016-2017)
- Marinus Dijkhuizen (2017)
- Sipke Hulshoff (2017-2018)
- René Hake (2018-2019)
- Henk De Jong (2019-2022)
- Pascal Bosschaart y  Martijn Barto (interinos, 2022)
- Sjors Ultee (2022-2023)
- Henk de Jong (2023-)

## Palmarés
- Eerste Divisie (3): 1991/92, 2012/13, 2020/21
- Tweede Divisie (2): 1957, 1965